# 다테야마산

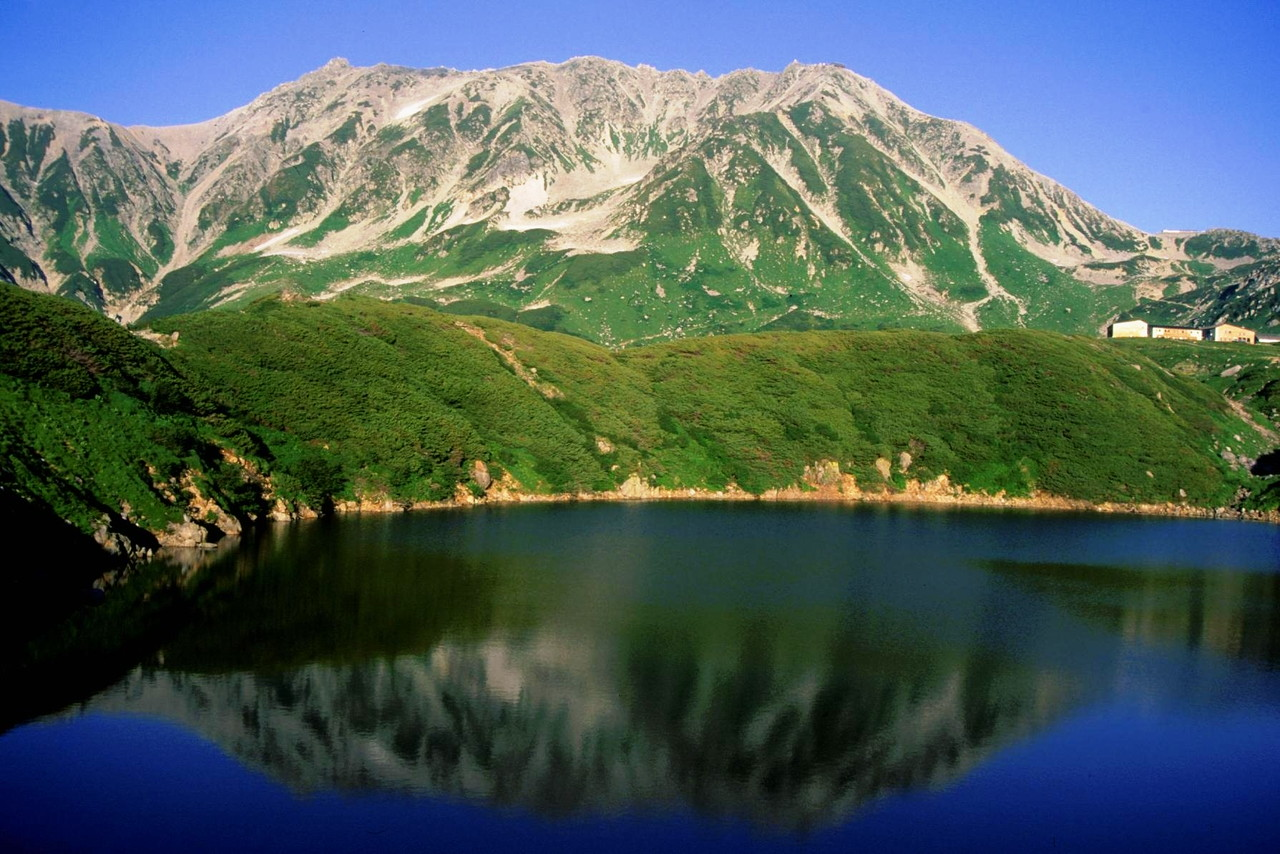
다테야마산

다테야마산(立山)은 일본 도야마현에 있는 높이 3천15m의 산이다. 히다산맥(북알프스)에 있으며, 주부 산악 국립공원의 일부이다. 쓰루기다케산과 함께 일본에서 빙하가 있는 산 중 하나이다.
후지산, 하쿠산과 함쎄 일본의 3대 영산으로 꼽히며, 슈겐도(修験道)의 본산 중 하나이다.

## 같이 보기
- 주부 산악 국립공원
- 일본 알프스
- 다테야마 구로베 알펜 루트
- 다테야마정
- 다테야마역 (도야마현)
- 구로베 댐
- 일본의 관광